# 2-clorohept-1-eno
El 2-clorohept-1-eno, antiguamente 2-cloro-1-hepteno, es un compuesto orgánico de fórmula molecular C7H13Cl. Es un haloalcano lineal de seiete carbonos con un doble enlace en el extremo de la cadena carbonada —entre los carbonos 1 y 2— y un átomo de cloro unido al carbono 2.

## Propiedades físicas y químicas
A temperatura ambiente, el 2-clorohept-1-eno es un líquido con una densidad inferior a la del agua, ρ = 0,922 g/cm³. Tiene su punto de ebullición a 141 °C y su punto de fusión a -65 °C, si bien estos valores son estimados.
El valor del logaritmo de su coeficiente de reparto, logP ≃ 4,12, indica que es mucho más soluble en disolventes apolares que en disolventes polares.

## Síntesis
El 2-clorohept-1-eno se puede obtener mediante un ciclo catalítico en presencia de triflato de escandio/dimetilformamida/cloruro de benzoílo, tratando hepta-2-ona con bis(triclorometil)carbonato.
Asimismo, la reacción de 2-heptanona con pentacloruro de fósforo y benceno genera 2-clorohept-1-eno, aunque como producto minoritario (15% de rendimiento), ya que el producto mayoritario es 2,2-dicloroheptano.
Para esta reacción también es posible utilizar óxido de trifenilfosfina y fosgeno.

## Usos
A partir de 2-clorohept-1-eno se pueden sintetizar vinilzirconocenos 1,1-disustituidos por una reacción de adición-eliminación oxidativa, notificada por vez primera en 1995. En esta reacción se añade n-butil-litio en hexano a una disolución de Zr(Cp)2Cl2 —siendo Cp el complejo cilopentadienil— a -78 °C; la mezcla se agita durante una hora y luego se añade el 2-clorohept-1-eno.
Además, el posterior intercambio con sales de zinc permite una reacción de acoplamiento de Negishi en presencia de iodobenceno o cloruro de benzoílo.
Este cloroalqueno se puede utilizar como monómero en la producción de composiciones curables a baja temperatura útiles como aglutinantes de pintura para su uso en plásticos.